# Anastrepha bistrigata
Anastrepha bistrigata är en tvåvingeart som beskrevs av Mario Bezzi 1919. Anastrepha bistrigata ingår i släktet Anastrepha och familjen borrflugor. Inga underarter finns listade i Catalogue of Life.